# Okresní soud v Bruntále
Okresní soud v Bruntále je okresní soud se sídlem v Bruntále, který má od roku 1995 zřízenou pobočku v Krnově a jehož odvolacím soudem je Krajský soud v Ostravě. Rozhoduje jako soud prvního stupně ve všech trestních a civilních věcech, ledaže jde o specializovanou agendu (nejzávažnější trestné činy, insolvenční řízení, spory ve věcech obchodních korporací, hospodářské soutěže, duševního vlastnictví apod.), která je svěřena krajskému soudu.
Soud se nachází spolu s Okresním státním zastupitelstvím v Bruntále v nové budově s bezbariérovým přístupem v Partyzánské ulici, pobočka v historické budově s bezbariérovým přístupem na Revoluční ulici v Krnově.
Od února 2020 je zde jako u prvního okresního soudu v ČR zaměstnána soudní psycholožka, jejíž náplní práce je poskytovat odbornou součinnost při řešení rodinně-právních problémů.

## Soudní obvod

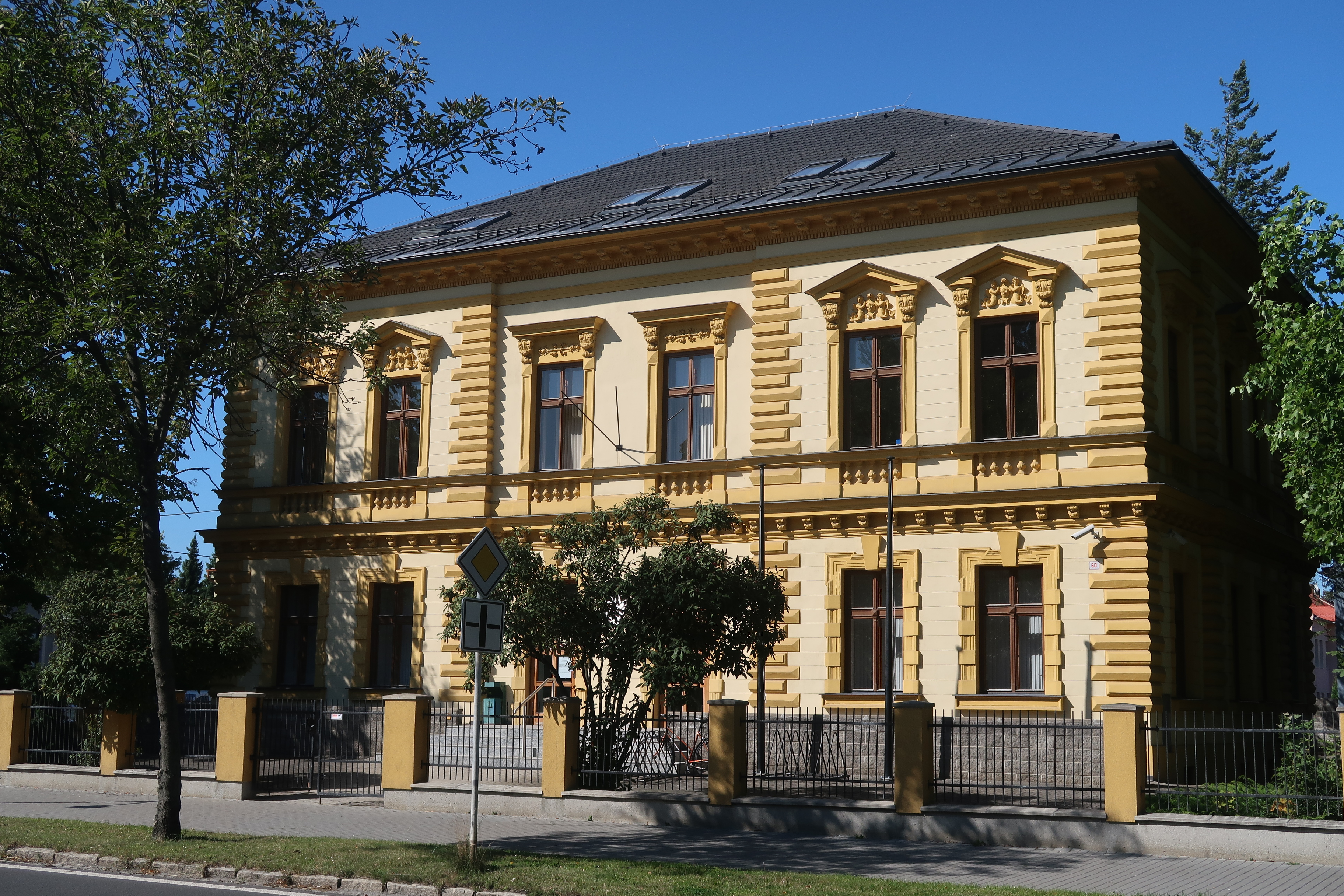
Budova pobočky v Krnově

Do obvodu Okresního soudu v Bruntále, včetně jeho krnovské pobočky, patří území obcí:
Andělská Hora •
Bílčice •
Bohušov •
Brantice •
Bruntál •
Břidličná •
Býkov-Láryšov •
Čaková •
Dětřichov nad Bystřicí •
Dívčí Hrad •
Dlouhá Stráň •
Dolní Moravice •
Dvorce •
Heřmanovice •
Hlinka •
Holčovice •
Horní Benešov •
Horní Město •
Horní Životice •
Hošťálkovy •
Huzová •
Janov •
Jindřichov •
Jiříkov •
Karlova Studánka •
Karlovice •
Krasov •
Krnov •
Křišťanovice •
Leskovec nad Moravicí •
Lichnov •
Liptaň •
Lomnice •
Ludvíkov •
Malá Morávka •
Malá Štáhle •
Město Albrechtice •
Mezina •
Milotice nad Opavou •
Moravskoslezský Kočov •
Moravský Beroun •
Norberčany •
Nová Pláň •
Nové Heřminovy •
Oborná •
Osoblaha •
Petrovice •
Razová •
Roudno •
Rudná pod Pradědem •
Rusín •
Rýmařov •
Ryžoviště •
Slezské Pavlovice •
Slezské Rudoltice •
Sosnová •
Stará Ves •
Staré Heřminovy •
Staré Město •
Světlá Hora •
Svobodné Heřmanice •
Široká Niva •
Třemešná •
Tvrdkov •
Úvalno •
Václavov u Bruntálu •
Valšov •
Velká Štáhle •
Vrbno pod Pradědem •
Vysoká •
Zátor